# Euchromia madagascarensis
Euchromia madagascarensis là một loài bướm đêm thuộc phân họ Arctiinae, họ Erebidae.